# Wicres
Wicres (Nederlands: Wijker) is een gemeente in het Franse Noorderdepartement (regio Hauts-de-France). De gemeente telt 306 inwoners (1999) en maakt deel uit van het arrondissement Rijsel.

## Geografie
De oppervlakte van Wicres bedraagt 2,8 km², de bevolkingsdichtheid is 109,3 inwoners per km².

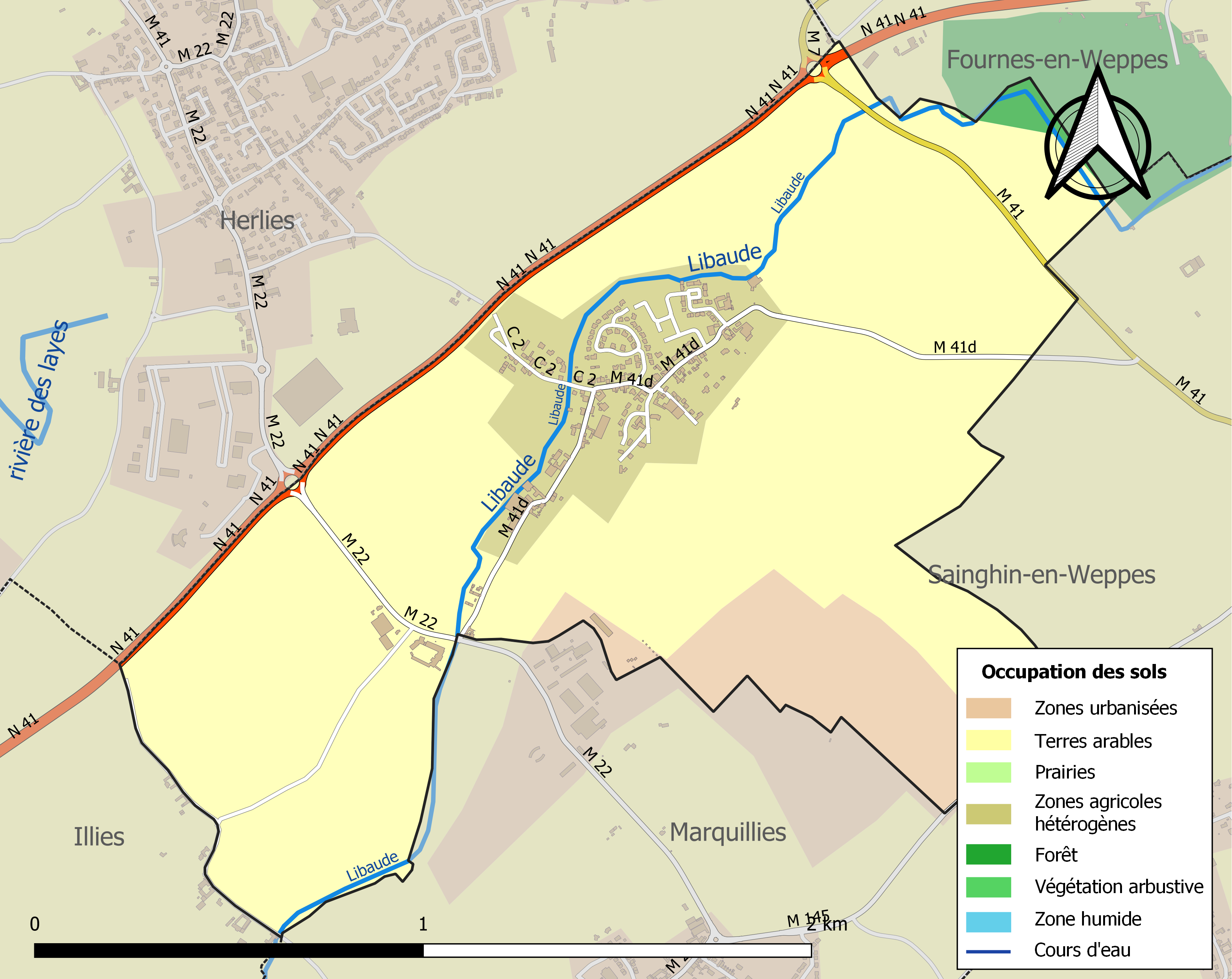
Kaart van de gemeente met belangrijkste infrastructuur, bodemgebruik en omliggende gemeenten

## Bezienswaardigheden
- De Sint-Vaastkerk (frans: église Saint-Vaast)
- In de gemeente bevinden zich verscheidene oorlogsgraven. Zo telt Wicres twee Duitse begraafplaatsen uit de Eerste Wereldoorlog:
  - Deutscher Soldatenfriedhof Wicres Village, met meer dan 2824 gesneuvelden.
  - Deutscher Soldatenfriedhof Wicres Route de la Bassée, met 584 gesneuvelden.
  - Op het gemeentelijk kerkhof van Wicres rusten 8 gesneuvelde Britten.

## Demografie
Onderstaande figuur toont het verloop van het inwonertal (bron: INSEE-tellingen).